# Ichirō Nakatani
Pour les articles homonymes, voir Nakatani.
Ichirō Nakatani (中谷一郎, Nakatani Ichirō), nom de scène de Masaaki Nakamura (中村正昭, Nakatani Ichirō), né le 15 octobre 1942 à Sapporo et mort le 1er avril 2004 à Tokyo, est un acteur japonais.

## Filmographie partielle

### Cinéma
- 1956 : Rodan (film) (空の大怪獣 ラドン, Sora no daikaijū Radon?) d'Ishirō Honda : Senkichi
- 1961 : Le Garde du corps (用心棒, Yōjinbō?) d'Akira Kurosawa
- 1962 : Rats d'égout en uniforme (どぶ鼠作戦, Dobunezumi sakusen?) de Kihachi Okamoto
- 1962 : Hara-kiri (切腹, Seppuku?) de Masaki Kobayashi : Hayato Yazaki
- 1963 : Du rififi chez les samouraïs (戦国野郎, Sengoku yarō?) de Kihachi Okamoto
- 1964 : Ô bombe (ああ爆弾, Aa bakudan?) de Kihachi Okamoto
- 1964 : La Ballade de Kyōshirō Nemuri (眠狂四郎女妖剣, Nemuri Kyōshirō joyōken?) de Kazuo Ikehiro
- 1964 : Kwaïdan (怪談, Kaidan?) de Masaki Kobayashi
- 1966 : Le Sang du damné (五匹の紳士, Gohiki no shinshi?) de Hideo Gosha
- 1966 : Nemuri Kyōshirō tajōken (眠狂四郎多情剣?) d'Akira Inoue
- 1968 : Burai: Kuro dosu (無頼 黒匕首?) de Keiichi Ozawa
- 1969 : Furin kazan (風林火山, Furin kazan?) de Hiroshi Inagaki : Naitō Masatoyo
- 1969 : Puni par le ciel (人斬り, Hitokiri?) de Hideo Gosha : Yoriki
- 1969 : Nemuri Kyōshirō manji giri (眠狂四郎 卍斬り, Nemuri Kyōshirō manji giri?) de Kazuo Ikehiro
- 1969 : Shinsen gumi (新選組?) de Tadashi Sawashima
- 1970 : Fuji sanchō (富士山頂, Fuji sanchō?) de Tetsutarō Murano : Okada
- 1972 : Baby Cart : Dans la terre de l'ombre (子連れ狼 死に風に向う乳母車, Kozure Ōkami: Shinikazeni mukau?) de Kenji Misumi
- 1974 : Sandakan N° 8 (サンダカン八番娼館 望郷, Sandakan hachibanshōkan bōkyō?) de Kei Kumai : Yamamoto
- 1975 : Les Fossiles (化石, Kaseki?) de Masaki Kobayashi : Taisuke
- 1977 : Hokuriku Proxy War (北陸代理戦争, Hokuriku dairi sensō?) de Kinji Fukasaku
- 1978 : Le Samouraï et le Shogun (柳生一族の陰謀, Yagyū ichizoku no inbō?) de Kinji Fukasaku : Amano Gyobu
- 1978 : Last of the Ako Clan (赤穂城断絶, Akō-jō danzetsu?) de Kinji Fukasaku : Denhachiro Tamon
- 1978 : Burū Kurisumasu (ブルークリスマス, Burū kurisumasu?) de Kihachi Okamoto
- 1979 : Nichiren (日蓮?) de Noboru Nakamura : Taira no Yoritsuna
- 1979 : Nihon no fikusā (日本の黒幕?) de Yasuo Furuhata
- 1981 : Willful Murder (日本の熱い日々 謀殺・下山事件, Nihon no atsui hibi bōsatsu: Shimoyama jiken?) de Kei Kumai : Toyama

### Télévision
- 1969 : Mito Kōmon (水戸黄門?) (série télévisée)